# Elisa Casanova
Elisa Casanova (Genova, 26 novembre 1973) è un'ex pallanuotista e nuotatrice italiana.

## Biografia
Inizia la sua carriera sportiva nel nuoto nella Polisportiva Sturla dove rimane dai sette ai vent'anni conquistando anche il titolo italiano giovanile nella staffetta nella stagione 1988-1989 e aggiudicandosi in tre occasioni il miglio marino di Sturla.
Si avvicina quindi al mondo della pallanuoto, in serie C con il Ponente Ligure Albenga, squadra con la quale giunge in serie A. Approda quindi al Lerici Sport in A2 conquistando subito la promozione in A1. 
Nel 2001 passa all'Olona Nuoto Varese dove rimane per quattro stagioni. Nel 2005 si trasferisce a Firenze nella Fiorentina Waterpolo con cui conquista lo scudetto nel 2007 ed entra a far parte stabilmente del setterosa guidato da Mauro Maugeri. Nel 2011 si trasferisce alla Rari Nantes Imperia, squadra con cui vince due Coppa LEN, uno scudetto ed una Supercoppa LEN. Nell'agosto 2015 si trasferisce al Rapallo.

## Palmarès

### Club
- Campionato italiano: 2

Fiorentina: 2006-07
Imperia: 2013-14
- LEN Champions Cup: 1

Fiorentina: 2006-07
- Coppe LEN: 2

Imperia: 2011-12, 2014-15
- Supercoppa LEN: 2

Fiorentina: 2007
Imperia: 2012

### Nazionale
- World League

Tianjin 2011: 
- Europei

Eindhoven 2012: 